# Стајнсвил (Индијана)
Стајнсвил (енгл. Stinesville) град је у америчкој савезној држави Индијана.

## Демографија
По попису из 2010. године број становника је 198, што је 4 (2,1%) становника више него 2000. године.
| Група             | 2000.       | 2010.       |
| Белци             | 186 (95,9%) | 191 (96,5%) |
| Афроамериканци    | 0 (0,0%)    | 0 (0,0%)    |
| Азијати           | 5 (2,6%)    | 0 (0,0%)    |
| Хиспаноамериканци | 0 (0,0%)    | 4 (2,0%)    |
| Укупно            | 194         | 198         |